# ذيب السرايا
ذيب السرايا مسلسل كويتي، من تأليف مشعل الرقعي، وإخراج  محمد عبدالعزيز الطواله.

## قصة المسلسل
مسلسل كويتي يرسخ قيم البادية حيث الشهامة والتضحية والكرم والوفاء يتناول حكاية  الطفل (متعب) ياسر المصري الذي يولد يوم مقتل والده في معركة، وتموت أمه أثناء ولادته ليُصبح يتيم الوالدين حتي يكبر ويُصبح فارسًا ويذاع صيته بين القبائل.
وشيخ اسمه نومان حيث يطمع ابن اخوة في الشيخة فيستعين بقاتل والد متعب وهو قاطع طريق ويظلم اهله وعمة فتقوم ابن الشيخ نومان (العنود) رؤى الصبان بالذهاب إلى قبيلة متعب لتطلب منهم العون فيحبها متعب ويسعى لإرجاع قبيلتها والثأر لوالدة هو وكالة الشيخ (بندر) مازن الناطور.

## طاقم العمل
- مشعل الرقعي، مؤلف
- محمد عبد العزيز الطوالة، مخرج
- أنس شابسوغ، مونتاج

## ابطال المسلسل
| اسم الممثل         |
| ------------------ |
| ياسر المصري        |
| رؤى الصبان         |
| مازن الناطور       |
| ناريمان عبد الكريم |
| نجلاء عبدالله      |
| زهير النوباني      |
| علاء الحسيني       |
| تحسين خوالدة       |
| محمد المنيع        |
| محمد المجالي       |
| عبدالله بهمن       |
| هيام حسين          |
| رفعت النجار        |
| غصون الطحان        |
| علا بدر            |
| يوسف اليوسف        |
| عبدالمجيد الزبن    |
| حابس حسين          |
| محمد المسلم        |
| غازي حسين          |
| محمود ممدوح        |
| مهند البزاعي       |